# My Brave Face
My Brave Face (englisch für „Mein tapferes Gesicht“) ist ein Lied des britischen Musikers Paul McCartney, das 1989 als Single A-Seite veröffentlicht wurde. Komponiert wurde es von Paul McCartney und Elvis Costello.

## Hintergrund
My Brave Face ist der Eröffnungssong von Paul McCartneys Album Flowers in the Dirt.
McCartney sagte im März 2017 rückblickend über die Zusammenarbeit mit den Mitkomponisten Elvis Costello: „Ich erinnere mich, dass ich mich mit Elvis [Costello] traf und dachte: 'Können wir uns beim Schreiben gut verstehen?' Aber wir haben es geschafft, wir haben unsere gemeinsame Zeit genossen. "My Brave Face" war eines der ersten Dinge, die wir gemacht haben, und es wurde eine Single. Ich hatte das Gefühl, dass Elvis es ein bisschen in eine Beatle-artige Richtung lenkte – in eine Beatle-istische Richtung – aber für mich war es in Ordnung.“
Am 23. Oktober 1987 nahmen Costello und McCartney eine akustische Demoversion auf. Costello erinnerte sich an die Entstehung: „Ich fing an, die Bridge von "My Brave Face" zu schreiben, in der Beatley "Ever since you've been away..." Wir machten eine Gesangsprobe in der Küche und er sang die Zeile "Take me to that place". Ich traf die tiefe Harmonie auf "Place" und er sagte: "Oh nein, nein. Das wird langsam zu viel. Das ist genau wie There’s a Place oder I’ll Get You.“
My Brave Face war die erste Singleauskopplung aus dem Album Flowers in the Dirt und erreichte Platz 18 in Großbritannien, Platz 25 in den USA sowie Platz 29 in Deutschland in den jeweiligen Charts. Das Coverfoto stammt von Richard Haughton.
Für das Lied My Brave Face wurde ein Musikvideo unter der Regie von Roger Lunn produziert. Die Dreharbeiten zu My Brave Face erfolgten am 10. und 11. April 1989. Das Video zeigt einen fanatischen McCartney-Memorabilia-Sammler aus Japan, dazu Aufnahmen von McCartney und seiner Band, die den Song spielen, sowie Archivmaterial der Beatles und Wings. Der Sammler erwirbt Filme und Audioaufnahmen durch einen Raubüberfall und angeblich über Sotheby’s, am Ende wird er dann verhaftet.
Das Video wurde bei den BRIT Awards 1990 für den British Video of the Year Award nominiert, verlor aber gegen Lullaby von The Cure.
McCartney spielte den Song auf seiner Welttournee 1989–1990.

## Aufnahme

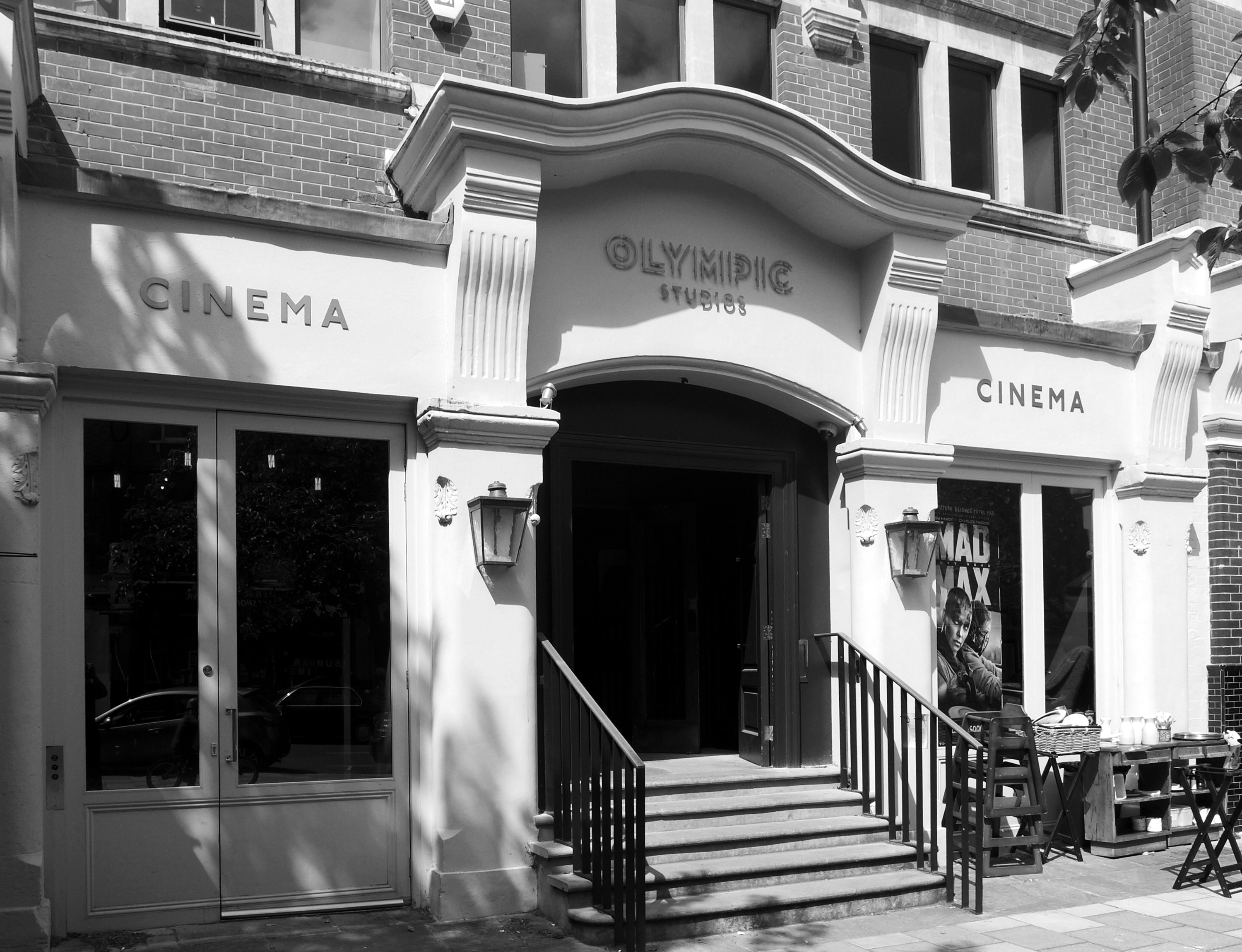
Olympic Studios

Die Aufnahmesessions für My Brave Face fanden im Oktober 1988 in den Olympic Studios in London statt, wobei Neil Dorfsman, Mitchell Froom und Paul McCartney als Produzenten fungierten. Neil Dorfsman und Noel Harris waren die Toningenieure der Aufnahme. Die Abmischung des Liedes fand am 28. Januar 1989, ebenfalls in den Olympic Studios, statt. Der Mitkomponist Elvis Costello wirkte bei der Aufnahme nicht mit.
Besetzung:
- Paul McCartney: Gesang, Akustische Gitarre, Bassgitarre, Tamburin
- Hamish Stuart: Akustische Gitarre, E-Gitarre, Hintergrundgesang
- Robbie McIntosh: Akustische Gitarre, E-Gitarre
- David Rhodes: E-Gitarre
- Mitchell Froom: Keyboard
- Chris Whitten: Schlagzeug
- Chris Davis, Chris White, Dave Bishop: Saxophon

## Coverversionen
Es gibt vier Coverversionen von My Brave Face.

## Veröffentlichung
- Am 8. Mai 1989 erschien die Single My Brave Face / Flying to My Home, die B-Seite wurde während der Sessions zum Album Flowers in the Dirt aufgenommen.[4] Weiterhin wurde eine 12″-Vinyl-Maxisingle/5″-CD-Single[5][6] mit folgenden Liedern veröffentlicht: My Brave Face / Flying to My Home / I’m Gonna Be a Wheel Someday / Ain’t That a Shame. Die Lieder I’m Gonna Be a Wheel Someday und Ain’t That a Shame stammen von den Снова в СССР (The Russian Album) Sessions/Album. Flying to My Home stammt von den Flowers in the Dirt-Aufnahmesessions.
- Am 5. Juni 1989 erschien das Album Flowers in the Dirt, auf dem sich My Brave Face befindet. Am 9. August 1993[7] wurde die CD in einer von Peter Mew remasterten Version veröffentlicht.
- Am 24. März 2017 wurde Flowers in the Dirt, zum zweiten Mal remastert, von dem Musiklabel Capitol Records als Teil der Paul McCartney Archive Collection veröffentlicht. Die Special Edition enthält eine Bonus-CD die Original Demos mit Elvis Costello, unter anderen My Brave Face.[8] Die Deluxe Edition enthält eine weitere CD mit Demos, die im Jahr 1988 mit der Studioband von Paul McCartney und Elvis Costello aufgenommen wurde, wiederum ist My Brave Face enthalten. Die beiliegende DVD beinhaltet zwei Musikvideos von My Brave Face.[9]
- Am 5. November 1990 erschien das Livealbum Tripping the Live Fantastic, auf dem sich My Brave Face befindet.
- Am 2. Dezember 2022 wurde die Singlebox The 7″ Singles Box veröffentlicht, die auch My Brave Face enthält.